# روورتو
روورتو (به ایتالیایی: Rovereto) یک کومونه در ایتالیا است که در ترنتینو واقع شده‌است.

## خصوصیات
روورتو ۵۰ کیلومترمربع مساحت و ۳۷٬۵۴۹ نفر جمعیت دارد و ۲۰۴ متر بالاتر از سطح دریا واقع شده‌است.

## خواهرخوانده
شهرهای فورشهایم (اوبرفرانکن)، Bento Gonçalves, Rio Grande do Sul، Dolní Dobrouč و کوف‌اشتاین خواهرخوانده‌های روورتو هستند.